# Махмудлу (Губадлинский район)
Махмудлу (азерб. Mahmudlu) — село в Губадлинском районе Азербайджана.

## История
По данным «Свода статистических данных о населении Закавказского края, извлеченных из посемейных списков 1886 года», в селе Махмудлу Кёрджаланлинского сельского округа Зангезурского уезда Елизаветпольской губернии было 92 дыма и проживало 404 курда шиитского вероисповедания. Всё население являлось казёнными крестьянами.
В советские годы село входило в состав Губадлинского района Азербайджанской ССР. В результате Первой карабахской войны в августе 1993 года перешло под контроль непризнанной Нагорно-Карабахской Республики. В ходе 44-дневной Второй карабахской войны в 2020 году село было освобождено от длительной армянской оккупации Вооружёнными силами Азербайджанской Республики.

## Топонимика
Поселение образовалось в результате заселения племенем Махмудлу.